# Świadkowie Jehowy na Grenlandii
Świadkowie Jehowy na Grenlandii – społeczność wyznaniowa na Grenlandii, należąca do ogólnoświatowej wspólnoty Świadków Jehowy, licząca w 2023 roku 119 głosicieli należących do 5 zborów. W 2023 roku na dorocznej uroczystości Wieczerzy Pańskiej zgromadziło się 278 osób. Działalność miejscowych głosicieli koordynuje Skandynawskie Biuro Oddziału, znajdujące się w duńskim Holbæk. Wydawane przez Świadków Jehowy czasopismo „Strażnica Zwiastująca Królestwo Jehowy” ukazuje się od 1973 roku również w języku grenlandzkim. W grudniu 2013 roku wydanie w tym języku wychodziło w nakładzie 2300 egzemplarzy.

## Historia
W styczniu 1955 roku regularną działalność kaznodziejską rozpoczęło dwóch misjonarzy z Danii, kolportujących publikacje Świadków Jehowy. Terenem ich pracy stało się południowo-zachodnie wybrzeże, zamieszkane przez większość Grenlandczyków. Do osad przemieszczali się łodzią, tylko z namiotami i prostym sprzętem. W latach 1956–1961 przybyło kilku kolejnych głosicieli z Danii. W 1961 roku powstały na Grenlandii pierwsze dwa zbory – jeden w stołecznym mieście Nuuk (Godthåb), a drugi w Qaqortoq (Julianehåb) na południu.
W 1965 roku rozpoczęto regularne tłumaczenie kolejnych publikacji biblijnych na język grenlandzki. W 1970 roku otwarto pierwszą grenlandzką Salę Królestwa, a w roku 1973 zanotowano 8 grup wyznawców rozsianych po wyspie.
W 1983 roku utworzono kolejne grenlandzkie zbory. W 1987 roku wybudowano drugą Salę Królestwa na Grenlandii. W 1988 roku na kongresie pod hasłem „Sprawiedliwość Boża” w Nuuk program był przedstawiony po duńsku, ale około 1/3 wszystkich przemówień przetłumaczono na język grenlandzki. Przybyły 163 osoby.
Do 1990 roku ponad 1/3 grenlandzkich rodzin posiadała już książkę Mój zbiór opowieści biblijnych w języku grenlandzkim.
W 1993 roku rozpoczęto działalność w Qaanaaq (Thule) i w Ittoqqortoormiit (Scoresbysund). W kwietniu 1994 roku Świadkowie Jehowy rozpowszechnili na wyspie 7513 czasopism „Strażnica” oraz „Przebudźcie się!”. Na Grenlandii działało wówczas 127 głosicieli, którzy udostępnili przeciętnie po około 59 czasopism. Szacuje się, że wówczas co 7 mieszkaniec wyspy otrzymał te publikacje. W miejscowej telewizji zaprezentowano wybrane strony jednej z publikacji rozpowszechnianych podczas tej akcji, a z jedną z głosicielek przeprowadzono wywiad, w którym przedstawiła efekty kwietniowej akcji oraz odpowiadała na pytania dotyczące wierzeń Świadków Jehowy.
Również w 1994 roku w Nuuk tłumacze-wolontariusze otrzymali nowe biura – w nowej Sali Królestwa. W jej budowie współpracowało z miejscowymi Świadkami Jehowy 80 współwyznawców z Danii.
W 2007 roku zanotowano liczbę 130 głosicieli w zborach i grupach – Qaqortoq (Julianehåb), Narsaq, Paamiut (Frederikshåb), Nuuk, Maniitsoq (Sukkertoppen), Sisimiut (Holsteinsborg), Ilulissat (Jakobshavn), Thule (Qaanaaq), Upernavik, Ittoqqortoormiit (Scoresbysund) i w Uummannaq. Rok później liczba głosicieli wyniosła 147 osób, a w 2009 roku wzrosła do 170.
Delegacje z Grenlandii brały udział w kongresach specjalnych, w 2012 roku („Strzeż swego serca!”) w Göteborgu, w roku 2013 („Słowo Boże jest prawdą!”) w Kopenhadze, w 2015 roku („Naśladujmy Jezusa!”) w Sztokholmie w Szwecji. W sierpniu 2016 roku w Nuuk odbył się kongres pod hasłem „Lojalnie trwajmy przy Jehowie!” z udziałem przeszło 400 delegatów ze Skandynawii oraz przedstawiciela Ciała Kierowniczego Świadków Jehowy Marka Sandersona. Liczba obecnych wyniosła 614 osób.
30 października 2021 roku Peter Gewitz, członek Komitetu Oddziału Skandynawia, w przemówieniu ogłosił wydanie Chrześcijańskich Pism Greckich w Przekładzie Nowego Świata w języku grenlandzkim. W związku z pandemią COVID-19 zorganizowano specjalne zebrania w trybie wideokonferencji, transmitowanego na żywo za pośrednictwem serwisu JW Stream do 413 słuchaczy, w tym 164 osób na Grenlandii.
Zebrania zborowe i kongresy odbywają się w języku duńskim i grenlandzkim. Publikacje Świadków Jehowy wydawane są w języku grenlandzkim oraz wschodniej odmianie tego języka. W Nuuk znajduje się Biuro Tłumaczeń, w którym działa 4 stałych wolontariuszy i 10 współpracowników dojeżdżających.